# Ritmo sinusal

Representação esquemática de um ritmo sinusal normal.

Um ritmo sinusal é qualquer ritmo cardíaco em que a despolarização do músculo cardíaco tem origem no nódulo sinusal.